# Kocsárdi Gergely
Kocsárdi Gergely (Zalaegerszeg, 1975. november 24. –) magyar labdarúgó, 2017-2021-ig a Nafta Lendva klubigazgatója volt.

## Pályafutása
Nevelőegyesülete a ZTE volt, amelynek 1987-től igazolt játékosa, 1994-ben kapott először profi szerződést.
Első évében az NB II-ben szereplő csapat tagja volt, részese volt a feljutást kiharcolóinak, 13 mérkőzésen egy gólt szerzett.
Az első mérkőzése az élvonalban az 1994. október 22-én lejátszott Vác FC - ZTE FC találkozó volt, amely 5-2-es eredménnyel zárult.
Majdnem egész pályafutását a ZTE-ben játszotta, ahol 2000-től csapatkapitány is volt. A 2-es szám szinte összeforrott a nevével.
2001–2002-ben magyar bajnok lett a ZTE-vel. Az ekkor felvett ZTE-indulóban ő énekel.
2007 nyarán távozott a csapattól, mikor a vezetőség Ivan Dudičot igazolta le a helyére.
A lakóhelyéhez közel fekvő szlovén Nafta Lendva csapatát választotta, habár a ZTE vezetősége felajánlotta számára, hogy a klubnál maradjon, de csak mint marketing szakember. Szlovéniában első mérkőzését 2007. július 30-án játszotta, csapata 3-1-re verte a Livar együttesét, kezdőként végig játszott. Fél évvel később, Dudić Újpestre igazolása után visszatért korábbi csapatához, ekkor másfél éves szerződést írt alá.
A 2009–2010-es idényben két emlékezetes jubileumhoz is érkezett: a 400. bajnoki mérkőzését játszotta és megdöntötte Soós István klubrekordját a szereplések tekintetében. 2010 nyarán egyéves szerződéshosszabbítást írt alá. 2010 novemberében az MLSZ játékosbizottságának tagja lett.
2013 júliusában bejelentette visszavonulását, a továbbiakban a ZTE FC utánpótlásának szakmai munkáját segíti. 2014 májusától a ZTE FC klubigazgatója lett.

## Sikerei, díjai
ZTE
- Magyar bajnoki aranyérmes: 2002
- Magyar bajnoki bronzérmes: 2007
- Magyarkupa-döntős: 2010
- 27-szeres ifjúsági válogatott